# Fliegende Brücke (Koblenz)

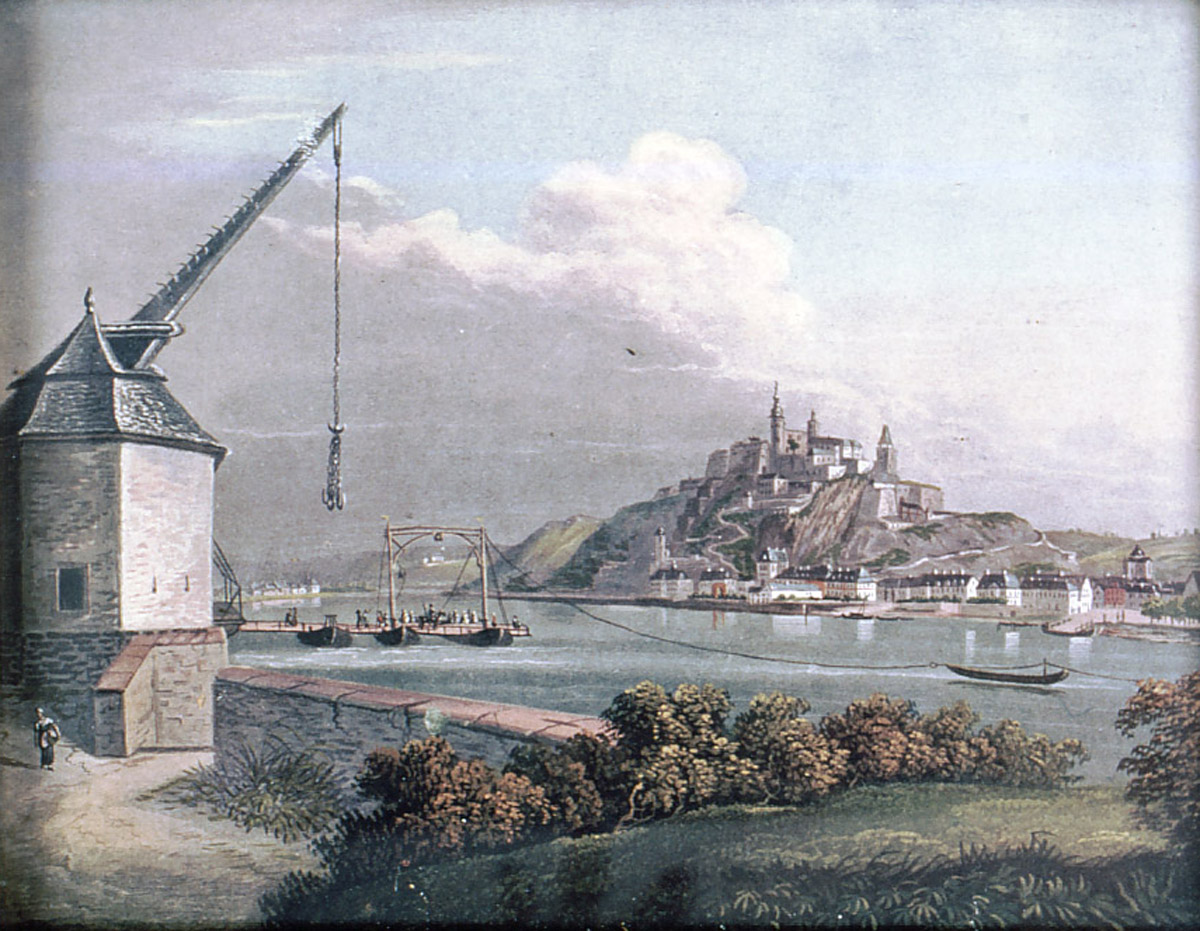
Die Fliegende Brücke über den Rhein in Koblenz

Fliegende Brücke um 1800

Die Fliegende Brücke über den Rhein verband von 1674 bis 1819 die Orte Koblenz und Ehrenbreitstein. Es handelte sich um eine Gierseilfähre. Solche Querungen sind heute am Rhein nur noch wenig verbreitet, so z. B. in Basel.

## Vorgängerbauten
Nach der Zerstörung der römischen Rheinbrücke spätestens in der Mitte des 5. Jahrhunderts war jahrhundertelang die einzige Verbindung zwischen den beiden Orten über einen Fährbetrieb aufrechterhalten worden. Dabei stand das Recht der Rheinüberquerung an dieser Stelle zunächst dem Kölner und nachweislich im Jahr 1200 dem Trierer Kurfürsten zu, der etwa um 1500 das Amt des Fährmeisters einführte und 1621 eine Fährordnung erließ. Danach gab es zu diesem Zeitpunkt bereits größere Fähren beispielsweise für Pferdewagen. In den 1620er Jahren verkehrte erstmals eine größere Schwimmplattform mit einigen Tonnen Tragfähigkeit. In beiden Fällen handelte sich dabei aber noch nicht um eine Fliegende Brücke. Mit dem Ausbau der Ehrenbreitsteiner Residenz unter Kurfürst Philipp Christoph von Sötern kam auch der Wunsch nach einer ortsfesten Rheinquerung auf, die 1663 unter seinem Nachfolger Karl Kaspar von der Leyen errichtet wurde. Die aus Pfahlbau und Kähnen erbaute Brücke begann auf der Koblenzer Seite im Bereich des Kastorplatzes. Das leichte Bauwerk war mit seinen 43 Kähnen aufgrund des fehlenden Sicherheitshafens vor allem durch Eisgang und Hochwasser stark gefährdet. So wurden im Frühjahr 1670 und 1674 bei starkem Eisgang dann auch einige Brückenkähne zerstört. Ein anderes Mal führte ein in Niederlahnstein losgerissenes Holzfloß zu Beschädigungen.

## Die Fliegende Brücke
1674 verkehrte erstmals eine Gierpontenfähre (Fliegende Brücke) zwischen Koblenz und Ehrenbreitstein; sie wurde betrieben vom Brückenmeister Johannes Lahnstein und sieben Schiffsknechten. Deren Schwimmkörper bestand aus zwei miteinander verbundenen Kähnen, über denen eine große Fläche aus Brettern über einer Balkenkonstruktion montiert war, zeitweise gab es auch ein kleines Haus als Unterstand für den Fährmann. In dieser Gestalt bot die Brücke 100 Personen oder acht Wagen Platz. Die Verankerung der an der Fähre befestigten Ketten und Seile befand sich ein gutes Stück rheinaufwärts. Sie lief über insgesamt neun schmale Kähne. Wie bei Fähren dieser Art üblich, konnte die Strömung des Rheins durch die Ruderstellung der Fähre so genutzt werden, dass sie den Fluss ohne weiteren Antrieb überqueren konnte.
Der Fährverkehr ging alle 15 Minuten von einem Ufer zum anderen. Den zeitgenössischen Darstellungen zufolge landete die Fähre unterhalb des Pegelhauses an, wo auch später die Schiffbrücke auf das Ufer traf. Die Benutzung war normalerweise kostenpflichtig, Hofbeamte, die in Koblenz wohnten und häufiger in die kurfürstliche Residenz nach Ehrenbreitstein mussten, erhielten Freikarten. Für Reisende war die Brücke eine besondere Attraktion und auch auf den meisten alten Ansichten der Stadt Koblenz ist sie dargestellt.
Da bei Hochwasser und Eisgang der Betrieb der Fliegenden Brücke eingestellt werden musste, gab es Ende des 18. Jahrhunderts Überlegungen zum Bau einer festen Steinbrücke über den Rhein – die jedoch aufgrund der hohen Kosten dafür nicht weiter verfolgt wurden. Die durch Ausfall der Fliegenden Brücke verursachten Verkehrsprobleme wurden als Grund für die Verlegung der Residenz auf das linke Rheinufer unter dem letzten Trierer Kurfürsten Clemens Wenzeslaus von Sachsen genannt.
Eine besondere Bedeutung kam der Rheinüberquerung im Kriegsfall zu. Aufgrund der geringen Transportkapazität der Fliegenden Brücke wurde dann erneut eine feste Pontonbrücke zum schnelleren Übersetzen der Regimenter über den Strom geschlagen (beispielsweise im März und im Juli 1792 sowie im Oktober 1794). Oder die Fliegende Brücke wurde weggeschleppt, um einen größeren Verkehr über den Rhein ganz zu unterbinden, was besonders während der französischen Besetzung von Koblenz öfters der Fall war. So wurde im März 1796 der Schiffsponton zur Insel Niederwerth gebracht und versenkt, später wieder gehoben und im März 1797 nach Weißenthurm verlegt. Erst zwei Jahre später kehrte die Fliegende Brücke nach Einspruch der Municipalverwaltung an ihren angestammten Platz zurück. Weitere zwanzig Jahre blieb sie dann die einzige Rheinquerung bei Koblenz und wurde schließlich im Zuge des Baus der preußischen Festung Koblenz im Jahr 1819 durch eine Schiffbrücke ersetzt, die schon 1770 und 1786 in Planung gewesen war.